# Andrea Venturi
Andrea Venturi (Bologna, 4 luglio 1963) è un fumettista italiano.

## Biografia
Dopo il liceo artistico e l'Accademia di belle arti di Bologna, inizia la carriera professionale come grafico pubblicitario; successivamente avvia una collaborazione con lo studio di Bruno Bozzetto realizzando fondali per cartoni animati. Esordisce come fumettista nel 1989 realizzando storie brevi pubblicate sulla rivista Mostri della casa editrice ACME.
Nello stesso periodo entra nello staff di disegnatori di Dylan Dog della Sergio Bonelli Editore esordendovi nel n. 67 nell'aprile 1992 e realizzando altre tre storie per la serie regolare e una per un numero speciale; poi passa, sempre per lo stesso editore, nello staff della serie western di Tex, esordendovi nella collana Almanacco del West nel 1996. Nello stesso anno viene incaricato di realizzare le copertine di una nuova serie western della Bonelli, Magico Vento, realizzandole fino al n. 31. Intanto esordisce nella serie regolare di Tex nel 1998, divenendone uno dei suoi disegnatori a partire dal n. 451 .

## Vita privata
È sposato con la fumettista giapponese Keiko Ichiguchi.